# Kellermania yuccigena
Kellermania yuccigena är en svampart som beskrevs av Ellis & Everh. 1885. Kellermania yuccigena ingår i släktet Kellermania och familjen Planistromellaceae.   Inga underarter finns listade i Catalogue of Life.